# Сарланга, Хайме
Хайме Сарланга (исп. Jaime Sarlanga; 24 февраля 1916, муниципалитет Тигре — 23 августа, по другим данным 24 августа 1966, Буэнос-Айрес) — аргентинский футболист, нападающий.

## Карьера
Хайме Сарланга, племянник футболиста Карлоса Сарланги, начал играть в футбол в команде «Дефенсор» и «Спортиво Дельта», откуда перешёл в молодёжный состав клуба «Тигре». В 1935 году он дебютировал в основе команды в матче с «Индепендьенте», где сразу же забил гол. Одновременно с игрой за «Тигре», Хайме работал на местной верфи. Проведя за клуб 5 матчей, в которых забил 3 гола, Сарланга перешёл в «Феррокарриль Оэсте». Его трансфер был частью сделки обратного перехода, в рамках которого состав «Тигре» пополнил Оскар Баралья. Рекомендации по переходу Хайме в «Феррокариль» оказал тренер Карлос Калосеро. 30 мая 1937 года Сарланга дебютировал в составе команды в матче с «Тальересом», где забил дебютный мяч. В клубе нападающий составил атакующую линию нападения вместе с Бернардо Гандульей, Раулем Эмеалем и Хосе Марилем. Всего за клуб Сарланга играл три сезона, проведя 80 матчей и забив 47 голов. Но в те годы клуб выступал неудачно: дошло до того, что в сезоне 1939 года он занял предпоследнее место, набрав 15 очков. 26 ноября 1939 года он провёл последний матч за клуб, в котором его команда со счётом 0:6 проиграла «Ньюэллс Олд Бойз».
В 1940 году Сарланга подписал контракт с клубом «Бока Хуниорс», а вместе с ним в команду перешли Гандулья и Эмеаль. 7 апреля он дебютировал в составе команды в матче со своим бывшим клубом «Тигре» (3:2). 21 апреля забил первый мяч за клуб, поразив ворота другой своей бывшей команды «Феррокарриль Оэсте». В первый же год Сарланга с командой стал чемпионом страны и выиграл Кубок Карлоса Ибаргурена. С приходом в «Боку» Марио Бойе и Северино Варелы, клуб добился новых успехов: в 1943 И 1944 годах были одержаны победы в чемпионате, также выиграны ещё один Кубок Карлоса Ибаргурена, дважды Кубок Содружества Экскобара-Хероны, а в 1946 году одержана победа в Кубке Конкуренции Британии. Сарланга при этом был лидером атаки, он 4 раза раза становился лучшим бомбардиром команды: в 1940 году забил 24 гола, в 1941 — 18, в 1942 — 11 и в 1943 — 21 гол. А 6 апреля 1941 года Хайме забил 6 голов в матче с «Атлантой» (7:2), что до сих пор является рекордом клуба по забитым мячам одним игроком за матч. Последний матч за «Боку» Сарланга сыграл 19 сентября 1948 года с «Индепендьенте» (1:2), где забил единственный гол своей команды. Всего за клуб он провёл 220 матчей и забил 129 голов.
В 1949 году Сарланга перешёл в «Химнасию и Эсгриму». Там он выступал два года, сыграв в 24 матчах и забив 6 голов. В 1951 году он уехал в Уругвай, где провёл сезон в клубе «Данубио». 28 сентября 1952 года Хайме провёл последний матч, в котором он играл за клуб «Пиранья», который был образован за 10 лет до этого и назван в честь прозвища Сарланги — «Пиранья», получившего его из-за внешнего сходства с карикатурным персонажем «El Pibe Piraña». После завершения игровой карьеры, Хайме занялся бизнесом, владея лакокрасочным заводом. Также он недолго потренировал «Боку Хуниорс». В 1954 году он был помощником Эрнесто Лаццатти, а после его увольнения стал главным тренером команды, которая под его руководством в 1955 году провела 30 матчей, из которых 14 выиграла, 9 свела вничью и 7 проиграла, заняв в чемпионате третье место. Он умер в 1966 году из-за остановки сердца во сне.

## Статистика

### Клубная
| Сезон | Клуб                    | Лига    | Чемпионат | Чемпионат | Прочие | Прочие | Междунар. | Междунар. |
| Сезон | Клуб                    | Лига    | Игры      | Голы      | Игры   | Голы   | Игры      | Голы      |
| ----- | ----------------------- | ------- | --------- | --------- | ------ | ------ | --------- | --------- |
| 1935  | Тигре                   | Примера | 4         | 3         | —      | —      | —         | —         |
| 1936  | Тигре                   | Примера | 1         | 0         | —      | —      | —         | —         |
| 1937  | Феррокарриль Оэсте      | Примера | 18        | 15        | —      | —      | —         | —         |
| 1938  | Феррокарриль Оэсте      | Примера | 30        | 6         | —      | —      | —         | —         |
| 1939  | Феррокарриль Оэсте      | Примера | 20        | 33        | —      | —      | —         | —         |
| 1940  | Бока Хуниорс            | Примера | 30        | 24        | 1      | 1      | 1         | 0         |
| 1941  | Бока Хуниорс            | Примера | 17        | 18        | 1      | 0      | —         | —         |
| 1942  | Бока Хуниорс            | Примера | 21        | 11        | 2      | 0      | —         | —         |
| 1943  | Бока Хуниорс            | Примера | 28        | 21        | 1      | 0      | —         | —         |
| 1944  | Бока Хуниорс            | Примера | 21        | 12        | 5      | 3      | —         | —         |
| 1945  | Бока Хуниорс            | Примера | 26        | 14        | 7      | 5      | 2         | 3         |
| 1946  | Бока Хуниорс            | Примера | 25        | 5         | 4      | 2      | 2         | 0         |
| 1947  | Бока Хуниорс            | Примера | 16        | 4         | —      | —      | —         | —         |
| 1948  | Бока Хуниорс            | Примера | 9         | 5         | 1      | 1      | —         | —         |
| 1949  | Химнасия и Эсгрима (ЛП) | Примера | 14        | 2         | —      | —      | —         | —         |
| 1950  | Химнасия и Эсгрима (ЛП) | Примера | 10        | 4         | —      | —      | —         | —         |

1. ↑  В графу «Прочие» входят Кубок Карлоса Ибаргурена, Кубок Адриана Эскобара, Кубок Конкуренции Британии, Кубок генерала Педро Пабло Рамиреса, Кубок Конкуренции Примеры[исп.]
2. ↑  В графу «Международные» входят Кубок Альдао, Кубок Содружества Экскобара-Хероны

### Международная
| Матчи Хайме Сарланги за сборную Аргентины | Матчи Хайме Сарланги за сборную Аргентины | Матчи Хайме Сарланги за сборную Аргентины | Матчи Хайме Сарланги за сборную Аргентины | Матчи Хайме Сарланги за сборную Аргентины | Матчи Хайме Сарланги за сборную Аргентины | Матчи Хайме Сарланги за сборную Аргентины |
| ----------------------------------------- | ----------------------------------------- | ----------------------------------------- | ----------------------------------------- | ----------------------------------------- | ----------------------------------------- | ----------------------------------------- |
| №                                         | Дата                                      | Место проведения                          | Оппонент                                  | Счёт                                      | Голы                                      | Турнир                                    |
| 1                                         | 15 июля 1937                              | Даллас                                    | Трентон Хай                               | 9:1                                       | 2                                         | Турнир на Панамериканской выставке        |
| 2                                         | 18 июля 1937                              | Даллас                                    | Виннипег Ириш                             | 8:1                                       | —                                         | Турнир на Панамериканской выставке        |
| 3                                         | 13 августа 1939                           | Асунсьон                                  | Парагвай                                  | 1:0                                       | —                                         | Кубок Розы Шевалье Бутеля                 |
| 4                                         | 15 августа 1939                           | Асунсьон                                  | Парагвай                                  | 2:2                                       | 1                                         | Кубок Розы Шевалье Бутеля                 |
| 5                                         | 15 августа 1940                           | Буэнос-Айрес                              | Уругвай                                   | 5:0                                       | 1                                         | Кубок Хуана Миньябуру                     |
| 6                                         | 28 марта 1943                             | Буэнос-Айрес                              | Уругвай                                   | 3:3                                       | —                                         | Кубок Эктора Гомеса                       |
| 7                                         | 10 июля 1943                              | Асунсьон                                  | Парагвай                                  | 5:2                                       | 2                                         | Кубок Розы Шевалье Бутеля                 |
| 8                                         | 11 июля 1943                              | Асунсьон                                  | Парагвай                                  | 1:2                                       | 1                                         | Кубок Розы Шевалье Бутеля                 |

## Достижения
- Чемпион Аргентины: 1940, 1943, 1944
- Обладатель Кубка Карлоса Ибаргурена: 1940, 1944
- Обладатель Кубка Содружества Экскобара-Хероны: 1945, 1946
- Обладатель Кубка Конкуренции Британии: 1946